# Sarracenia oreophila
Sarracenia oreophila (лат.) — вид многолетних, насекомоядных растений рода Саррацения (Sarracenia), семейства Саррацениевые (Sarraceniaceae), произрастающий на территории США (Алабама, Джорджия, Северная Каролина).

## Название
Родовое латинское название дано в честь Мишеля Сарразена — канадского хирурга, врача, учёного и естествоиспытателя.
Видовой латинский эпитет oreophila переводится как «горолюбивая».

## Описание

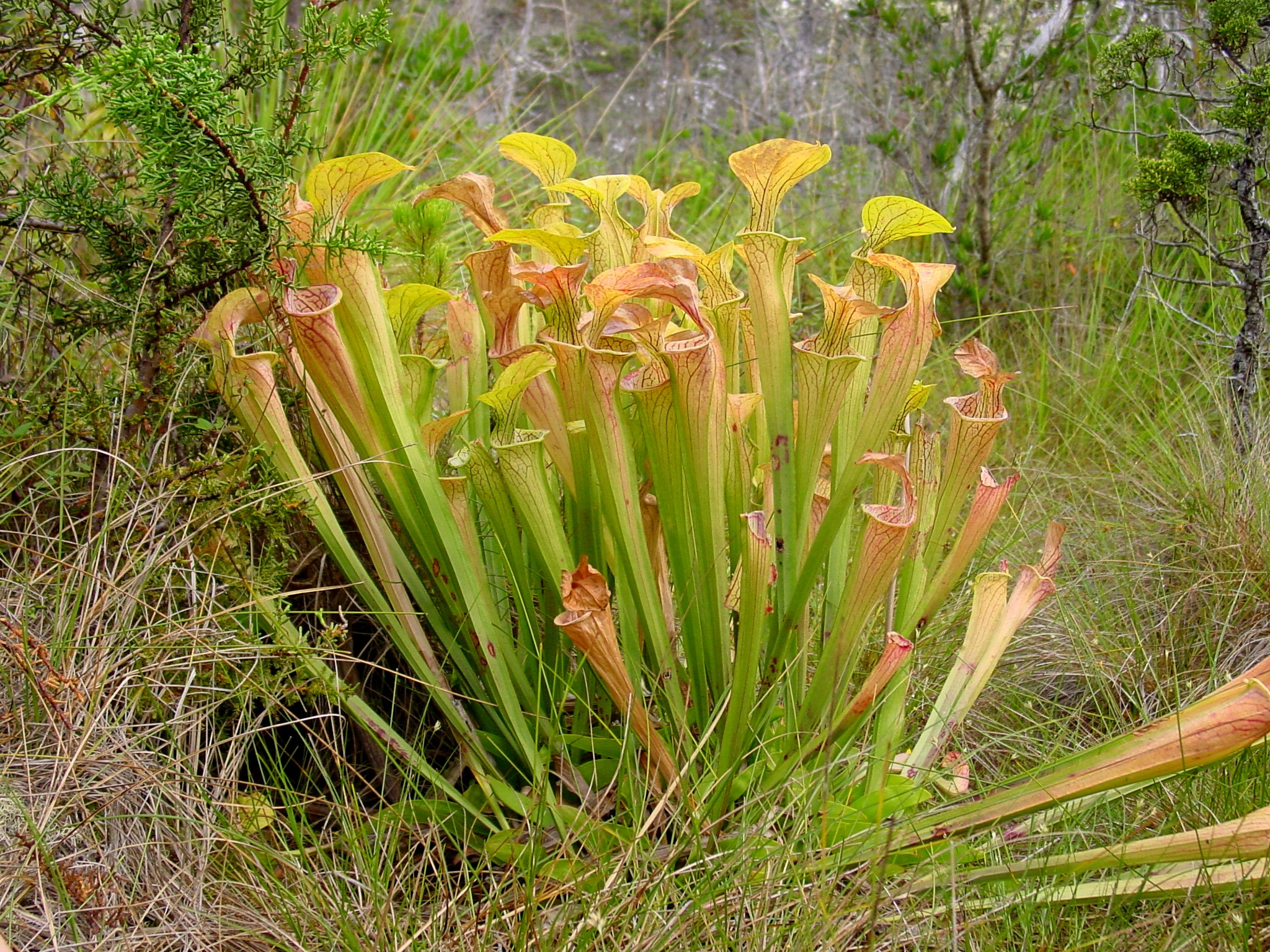
Прямостоячие кувшины

Растения образуют умеренные куртины, имеют корневища диаметром 1-1,5 см. Кувшины сморщенные, увядают к середине лета. Они прямостоячие и могут быть зеленого или желтовато-зеленого цвета, иногда с пурпурными прожилками или пурпурным оттенком. Кувшины длиной от 18 до 75 см и имеют гладкую поверхность. Крылья кувшинов имеют ширину 0,5-1 см, а отверстие кувшина округлое и имеет диаметр от 2 до 4,5 см. Окантовка отверстия может быть зеленой до красной и иметь расклешенную и свободно закрученную форму, часто с небольшим углублением непосредственно дистальнее крыла. Капюшон, находящийся за отверстием и закрывающий его, имеет желто-зеленый цвет, иногда с пурпурным оттенком или фиолетовыми сетчатыми жилками или пятнами на шее. Филлодии бывают 3-5 и имеют размеры от 5 до 18 см в длину и от 0,5 до 3,5 см в ширину. Черешки короче кувшинов и составляют 45-70 см. Прицветники желтоватые и имеют размеры от 0,6 до 1,2 см с тупыми вершинами. 
Цветки имеют слабый запах, чашелистики желтые и размеры 3-5 × 2-3 см, лепестки желтые с продолговато-эллиптической или слегка обратнояйцевидной дистальной частью размерами 4-5,5 × 1,4-1,7 см, края цельнокрайние. Диск имеет желто-зеленый цвет и диаметр от 5 до 8,5 см. Плоды представляют собой коробочки диаметром 1,5-1,8 см, а семена имеют размеры 1,8-2 мм.
Цветение происходит в апреле-июне.

## Распространение и экология

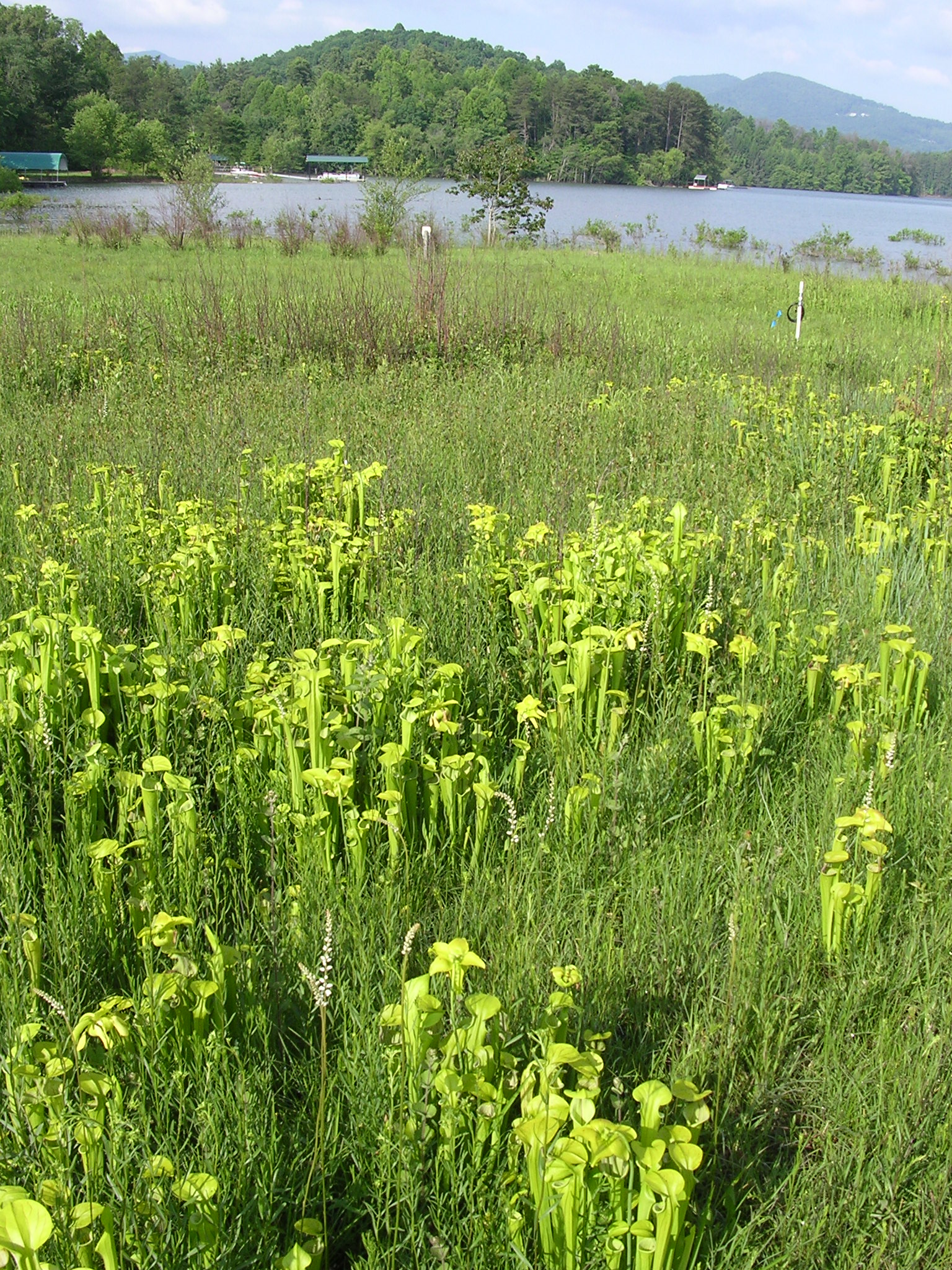
В естественной среде, штат Джорджия, США

Растения встречаются на фильтрационных болотах, в мокрых зарослях, на заболоченных берегах ручьев, в мокрых песках вдоль рек, а также в богатых дубравах. Их ареал распространения охватывает Алабаму, Джорджию и Северную Каролину. Они произрастают на высотах от 200 до 300 метров.
Sarracenia oreophila, является редким и местным растением. Она является первым кувшинным растением, внесенным в список видов, находящихся под угрозой исчезновения на федеральном уровне. Растение подвергается угрозам в виде пожаров и осушения почвы. На открытых влажных участках она образует впечатляющие насаждения. Этот вид является единственным представителем рода саррацения, который встречается в каменистых песчаных отмелях вдоль крупных рек на северо-востоке Алабамы. Ранние отчеты о наличии Sarracenia oreophila в Теннесси не подтверждаются образцами. Sarracenia oreophila способна лучше выдерживать засуху по сравнению с другими видами этого рода. Однако, в отличие от других кувшинных растений, ее кувшинки не сохраняются до лета и обычно полностью отмирают к середине июля.

## Таксономия
Sarracenia oreophila (Kearney) Wherry, первое упоминание в Bartonia 15: 8 (1933).

### Синонимы
Гомотипные (основанные на одном и том же номенклатурном типе):
- Sarracenia flava var. oreophila Kearney (1900)

Гетеротипные (основанные на разных номенклатурных типах):
- Sarracenia oreophila var. ornata S.McPherson & D.E.Schnell (2011)